# Chémeré-le-Roi
Chémeré-le-Roi è un comune francese di 485 abitanti situato nel dipartimento della Mayenne nella regione dei Paesi della Loira. Il territorio comunale è bagnato dal fiume Erve.
Vi ha sede il convento di Saint Thomas d'Aquin, tenuto dai religiosi della Fraternità San Vincenzo Ferrer.

## Società

### Evoluzione demografica
Abitanti censiti